# Tephritis cingulata
Tephritis cingulata är en tvåvingeart som beskrevs av Erich Martin Hering 1936. Tephritis cingulata ingår i släktet Tephritis och familjen borrflugor. Inga underarter finns listade i Catalogue of Life.